# Bazzania appendiculata
Bazzania appendiculata là một loài rêu tản trong họ Lepidoziaceae. Loài này được (Mitt.) S. Hatt. miêu tả khoa học lần đầu tiên năm 1966.